# Acate
Acate es una localidad italiana de la provincia de Ragusa, región de Sicilia, con 8.664 habitantes.

Ubicación de la ciudad de Acate dentro de la provincia de Ragusa.

## Evolución demográfica
| Gráfica de evolución demográfica de Acate entre 1861 y 2001 |
|                                                             |
| Fuente ISTAT - elaboración gráfica de Wikipedia             |